# Международный валютный фонд
Международный валютный фонд (МВФ) (англ. International Monetary Fund, IMF) — специализированное учреждение (валютный фонд) Организации Объединённых Наций с главным офисом в городе Вашингтоне, США.
Это — крупнейшая финансовая организация мира. Россия вступила в МВФ в 1992 году, став 165-м членом организации. В 1996 г. МВФ ввели транши — порции бухгалтерских кредитов.
191 страна является членом МВФ, в его структурах работают 2500 человек из 133 государств мира. МВФ предоставляет кратко- и среднесрочные кредиты при дефиците платёжного баланса государства. Предоставление кредитов обычно сопровождается набором определённых условий и рекомендаций. Политика и рекомендации МВФ в отношении развивающихся стран неоднократно подвергались критике, суть которой состоит в том, что выполнение рекомендаций и условий, в итоге, направлено не на повышение самостоятельности, стабильности и развитие национальной экономики государства, а лишь на привязывание её к международным финансовым потокам.
В отличие от Всемирного банка, деятельность МВФ сосредоточена на относительно кратковременных макроэкономических кризисах. Всемирный банк предоставляет кредиты любой из своих стран-членов, которая испытывает нехватку иностранной валюты для покрытия краткосрочных финансовых обязательств.

## История
На Бреттон-Вудской конференции Объединённых Наций по валютно-финансовым вопросам 22 июля 1944 года была разработана основа соглашения (Хартия МВФ). Наиболее существенный вклад в разработку концепции МВФ внесли Джон Мейнард Кейнс, возглавлявший британскую делегацию, и Гарри Декстер Уайт — высокопоставленный сотрудник Министерства финансов США. Окончательный вариант соглашения первые 29 государств подписали 27 декабря 1945 года — официальная дата создания МВФ. МВФ начал свою деятельность 1 марта 1947 года как часть Бреттон-Вудской системы. В этом же году Франция взяла первый кредит.

#### Список директоров-распорядителей
| № п/п | Имя, фамилия (годы жизни)        | Страна     | Срок                              |
| ----- | -------------------------------- | ---------- | --------------------------------- |
| 1     | Камиль Гутт (1884—1971)          | Бельгия    | 6 мая 1946 — 5 мая 1951           |
| 2     | Ивар Роот (1888—1972)            | Швеция     | 3 августа 1951 — 3 октября 1956   |
| 3     | Пер Якобссон (1894—1963)         | Швеция     | 21 ноября 1956 — 5 мая 1963       |
| 4     | Пьер-Поль Швейцер (1912—1994)    | Франция    | 1 сентября 1963 — 31 августа 1973 |
| 5     | Йохан Виттевеен (1921—2019)      | Нидерланды | 1 сентября 1973 — 18 июня 1978    |
| 6     | Жак де Ларозьер (род. 1929)      | Франция    | 18 июня 1978 — 15 января 1987     |
| 7     | Мишель Камдессю (род. 1933)      | Франция    | 16 января 1987 — 14 февраля 2000  |
| 8     | Хорст Кёлер (1943—2025)          | Германия   | 1 мая 2000 — 4 марта 2004         |
| 9     | Родриго Рато (род. 1949)         | Испания    | 7 июня 2004 — 31 октября 2007     |
| 10    | Доминик Стросс-Кан (род. 1949)   | Франция    | 1 ноября 2007 — 18 мая 2011       |
| 11    | Кристин Лагард (род. 1956)       | Франция    | 5 июля 2011 — 25 сентября 2019    |
| 12    | Кристалина Георгиева (род. 1953) | Болгария   | c 1 октября 2019                  |

## Цели МВФ
В соответствии со статьёй 1 соглашения МВФ ставит перед собой следующие цели:
- Способствовать развитию международного сотрудничества в валютно-финансовой сфере в рамках постоянного учреждения, обеспечивающего механизм для консультаций и совместной работы над международными валютно-финансовыми проблемами.
- Содействовать расширению и сбалансированному росту международной торговли и за счёт этого благоприятствовать достижению и поддержанию высокого уровня занятости и реальных доходов, а также развитию производительных ресурсов всех государств-членов, рассматривая эти действия как первоочередные задачи экономической политики.
- Поддерживать стабильность валют и упорядоченный валютный режим среди государств-членов, а также избегать девальвации валют в целях получения преимущества в конкуренции.
- Оказывать помощь в создании многосторонней системы расчётов по текущим операциям между государствами-членами, а также в устранении валютных ограничений, препятствующих росту мировой торговли.
- За счёт временного предоставления общих ресурсов фонда государствам-членам при соблюдении адекватных гарантий создавать у них состояние уверенности, обеспечивая тем самым возможность исправления диспропорций в их платёжных балансах без применения мер, которые могут нанести ущерб благосостоянию на национальном или международном уровне.
- В соответствии с вышеизложенным сокращать продолжительность нарушений равновесия внешних платёжных балансов государств-членов, а также уменьшать масштабы этих нарушений.

## Основные функции МВФ
- содействие международному сотрудничеству в денежной политике
- расширение мировой торговли
- кредитование
- стабилизация денежных обменных курсов
- консультирование стран-дебиторов (должников)
- помощь в подготовке экономических кадров
- разработка стандартов международной финансовой статистики
- сбор и публикация международной финансовой статистики

## Структура органов управления
Высший руководящий орган МВФ — Совет управляющих (англ. Board of Governors), в котором каждая страна-член представлена управляющим и его заместителем. Обычно это — министры финансов или руководители центральных банков. В ведение Совета входит решение ключевых вопросов деятельности Фонда: внесение изменений в Статьи Соглашения, приём и исключение стран-членов, определение и пересмотр их долей в капитале, выборы исполнительных директоров. Управляющие собираются на сессии обычно один раз в год, но могут проводить заседания, а также голосовать по почте в любое время.
Уставный капитал составляет около 217 млрд СДР (на январь 2008 года, 1 СДР равнялся примерно 1,5 доллара США). Формируется за счёт взносов государств-членов, каждое из которых обычно выплачивает приблизительно 25 % своей квоты в СДР или в валюте других членов, а остальные 75 % — в своей национальной валюте. Исходя из размеров квот распределяются голоса между странами-членами в руководящих органах МВФ.
Совет управляющих делегирует многие свои полномочия Исполнительному совету (англ. Executive Board), то есть директорату, который несёт ответственность за ведение дел МВФ, включающих широкий круг политических, оперативных и административных вопросов, в частности предоставление кредитов странам-членам и осуществление надзора за их политикой валютного курса.
Исполнительный совет, который определяет политику и отвечает за большинство решений, состоит из 24 исполнительных директоров. Директоров назначают восемь стран с наибольшими квотами в Фонде — Соединённые Штаты, Япония, Германия, Франция, Соединённое Королевство, Китай, Россия и Саудовская Аравия. Остальные 176 стран организованы в 16 групп, каждая из которых выбирает по исполнительному директору. Примером такой группы стран может служить объединение стран — бывших среднеазиатских республик СССР под руководством Швейцарии, которое получило название Гельветистан. Часто группы формируются странами со схожими интересами и обычно из одного региона, например, франкоязычные страны Африки.
Самым большим количеством голосов в МВФ (по состоянию на 05 августа 2020 года), по данным сайта МВФ,  обладают: США — 16,51 %; Япония — 6,15 %; Китай — 6,08 %; Германия — 5,32 %; Великобритания — 4,03 %; Франция — 4,03 %; Россия — 2,59 %; Саудовская Аравия — 2,01 %. Доля 27 стран — участниц ЕС — 25,55 %.
В МВФ действует принцип «взвешенного» количества голосов: возможность стран-членов оказывать воздействие на деятельность Фонда с помощью голосования определяется их долей в его капитале. Каждое государство имеет 250 «базовых» голосов независимо от величины своего взноса в капитал и дополнительно по одному голосу за каждые 100 тыс. СДР суммы этого взноса. В том случае, если страна покупала (продавала) СДР, полученные ей при первичной эмиссии СДР, число её голосов увеличивается (сокращается) на 1 за каждые 400 тыс. купленных (проданных) СДР. Эта коррекция осуществляется не более чем на ¼ от числа голосов, полученных за взнос страны в капитал Фонда. Такой порядок обеспечивает решающее большинство голосов ведущим государствам.
Решения в Совете управляющих обычно принимаются простым большинством (не менее половины) голосов, а по важным вопросам, имеющим оперативный либо стратегический характер, — «специальным большинством» (соответственно 70 или 85 % голосов стран-членов). Несмотря на некоторое сокращение удельного веса голосов США и ЕС, они по-прежнему могут налагать вето на ключевые решения Фонда, принятие которых требует максимального большинства (85 %). Это означает, что США вместе с ведущими западными государствами располагают возможностью осуществлять контроль над процессом принятия решений в МВФ и направлять его деятельность исходя из своих интересов. При наличии скоординированных действий развивающиеся страны также в состоянии не допускать принятия не устраивающих их решений. Однако достичь согласованности большому числу разнородных стран сложно. На встрече руководителей Фонда в апреле 2004 года было высказано намерение «расширить возможности развивающихся стран и стран с переходными экономиками участвовать более эффективно в механизме принятия решений в МВФ».
Существенную роль в организационной структуре МВФ играет Международный валютный и финансовый комитет (МВФК; англ. International Monetary and Financial Committee). C 1974 года до сентября 1999 года его предшественником был Временный комитет по вопросам международной валютной системы. Он состоит из 24 управляющих МВФ, в том числе от России, и собирается на свои сессии дважды в год. Этот комитет является совещательным органом Совета управляющих и не имеет полномочий для принятия директивных решений. Тем не менее он выполняет важные функции: направляет деятельность Исполнительного совета; вырабатывает стратегические решения, относящиеся к функционированию мировой валютной системы и деятельности МВФ; представляет Совету управляющих предложения о внесении поправок в Статьи Соглашения МВФ. Подобную роль играет также Комитет по развитию — Объединённый министерский комитет Советов управляющих ВБ и Фонда (Joint IMF — World Bank Development Committee).
Исполнительный совет МВФ выбирает на пятилетний срок директора-распорядителя (англ. Managing Director), который возглавляет штат сотрудников Фонда (на март 2009 г. — около 2478 человек из 143 стран). Как правило он представляет одну из европейских стран. Директор-распорядитель с 2019 года — Кристалина Георгиева (Болгария).

## Основные механизмы кредитования
1. Резервная доля. Первая порция иностранной валюты, которую страна-член может приобрести в МВФ в пределах 25 % квоты, называлась до Ямайского соглашения «золотой», с 1978 г. — резервной долей (Reserve Tranche). Резервная доля определяется как превышение величины квоты страны-члена над суммой, находящейся на счёте Фонда национальной валюты данной страны. Если МВФ использует часть национальной валюты страны-члена для предоставления кредита другим странам, то резервная доля такой страны соответственно увеличивается. Непогашенная сумма займов, предоставленных страной-членом Фонду в рамках кредитных соглашений ГСЗ и НСЗ, образует её кредитную позицию. Резервная доля и кредитная позиция вместе составляют «резервную позицию» страны — члена МВФ.
2. Кредитные доли. Средства в иностранной валюте, которые могут быть приобретены страной-членом сверх резервной доли (в случае её полного использования авуары МВФ в валюте страны достигают 100 % квоты), делятся на четыре кредитные доли, или транша (Credit Tranches), составляющие по 25 % квоты. Доступ стран-членов к кредитным ресурсам МВФ в рамках кредитных долей ограничен: сумма валюты страны в активах МВФ не может превышать 200 % её квоты (включая 75 % квоты, внесённых по подписке). Таким образом, предельная сумма кредита, которую страна может получить у Фонда в результате использования резервной и кредитных долей, составляет 125 % её квоты. Однако устав предоставляет МВФ право приостанавливать это ограничение. На этом основании ресурсы Фонда во многих случаях используются в размерах, превышающих зафиксированный в уставе предел. Поэтому понятие «верхние кредитные доли» (Upper Credit Tranches) стало означать не только 75 % квоты, как в ранний период деятельности МВФ, а суммы, превосходящие первую кредитную долю.
3. Договорённости о резервных кредитах стэнд-бай (англ. Stand-by Arrangements) (с 1952 г.) обеспечивают стране-члену гарантию того, что в пределах определённой суммы и в течение срока действия договорённости при соблюдении оговорённых условий страна может беспрепятственно получать иностранную валюту от МВФ в обмен на национальную. Подобная практика предоставления кредитов представляет собой открытие кредитной линии. Если использование первой кредитной доли может быть осуществлено в форме прямой покупки иностранной валюты после одобрения Фондом её запроса, то выделение средств в счёт верхних кредитных долей обычно проводится посредством договорённостей со странами-членами о резервных кредитах. С 50-х и до середины 70-х годов соглашения о кредитах стэнд-бай имели срок до года, с 1977 года — до 18 месяцев и даже до 3 лет в связи с увеличением дефицитов платёжных балансов.
4. Механизм расширенного кредитования (англ. Extended Fund Facility) (с 1974 г.) дополнил резервную и кредитные доли. Он предназначен для предоставления кредитов на более длительные сроки и в больших размерах по отношению к квотам, чем в рамках обычных кредитных долей. Основанием для обращения страны к МВФ с просьбой о предоставлении кредита в рамках расширенного кредитования является серьёзное нарушение равновесия платёжного баланса, вызванное неблагоприятными структурными изменениями производства, торговли или цен. Расширенные кредиты обычно предоставляются на три года, при необходимости — до четырёх лет, определёнными порциями (траншами) через установленные промежутки времени — раз в полугодие, ежеквартально или (в некоторых случаях) помесячно. Главным назначением кредитов стэнд-бай и расширенных кредитов является содействие странам — членам МВФ в осуществлении макроэкономических стабилизационных программ или структурных реформ. Фонд требует от страны-заёмщицы выполнения определённых условий, причём степень их жёсткости нарастает по мере перехода от одной кредитной доли к другой. Некоторые условия должны быть выполнены до получения кредита. Обязательства страны-заемщицы, предусматривающие проведение ею соответствующих финансово-экономических мероприятий, фиксируются в «Письме о намерениях» (Letter of intent) или Меморандуме об экономической и финансовой политике (Memorandum of Economic and Financial Policies), направляемых в МВФ. Ход выполнения обязательств страной — получателем кредита контролируется путём периодической оценки предусмотренных договорённостью специальных целевых критериев реализации (Performance criteria). Эти критерии могут быть либо количественными, относящимися к определённым макроэкономическим показателям, либо структурными, отражающими институциональные изменения. Если МВФ сочтёт, что страна использует кредит в противоречии с целями Фонда, не выполняет взятых обязательств, он может ограничить её кредитование, отказать в предоставлении очередного транша. Таким образом, этот механизм позволяет МВФ оказывать экономическое давление на страны-заемщицы.

## Критика
МВФ (как и Всемирный банк) часто критикуют различные учёные и политики. Причин находится много, но чаще всего упоминают проамериканский характер действий и неэффективность его рекомендаций для выхода из кризисных ситуаций.
Нужно учитывать, что голоса при принятии решений о действиях Фонда распределяются пропорционально взносам. Для одобрения решений Фонда необходимо 85 % голосов. США обладают около 17 % всех голосов. Этого недостаточно для самостоятельного принятия решения, но позволяет блокировать любое решение Фонда. Сенат США может принять законопроект, запрещающий Международному валютному фонду выполнять определённые действия, например, выделять кредиты странам. Как указывает китайский экономист профессор Ши Цзяньсюнь, перераспределение квот отнюдь не изменяет базовые рамки организации и соотношение сил в ней, доля США остаётся прежней, они обладают правом вето: «Соединённые Штаты, как и раньше, руководят порядком МВФ».
Предложение взять, а потом выплачивать внешний долг в иностранной валюте ведёт к ориентации экономики исключительно на экспорт, невзирая ни на какие меры продовольственной безопасности (как это было во многих странах Африки, на Филиппинах и т. д.).
Профессор Ашока Моди отмечает несостоятельность экономических прогнозов МВФ. Так, указывает он, за полгода-год до каждого серьёзного кризиса за последние 20 лет — от мексиканского в 1994—1995 гг. до коллапса мировой финансовой системы в 2008 году, прогнозы МВФ предусматривали стабильность и её продолжение. Моди приводит пример, что внутренний отдел оценок МВФ критиковал Фонд за неспособность заметить ипотечный кризис в США даже в его разгаре.
Исследование Overseas Development Institute (ODI), проведенное в 1980 году, включало критические замечания в адрес МВФ, которые подтверждают вывод о том, что МВФ является одним из столпов того, что активист Титус Александер называет глобальным апартеидом.
- Было отмечено, что развитые страны играют более доминирующую роль и контролируют менее развитые страны.
- Фонд исходил из предположения, что все нарушения платёжного баланса были вызваны внутренними причинами. Группа 24 (G-24), выступая от имени наименее развитых стран (НРС), и конференция Организации Объединённых Наций по торговле и развитию (ЮНКТАД) жаловались на то, что МВФ недостаточно проводит различие между неравновесием, обусловленным преимущественно внешними, а не внутренними причинами. Эта критика была высказана после нефтяного кризиса 1973 года. Затем НРС оказались с дефицитом платежей из-за неблагоприятных изменений в их условиях торговли, и Фонд предписал стабилизационные программы, аналогичные тем, которые предлагались для покрытия дефицита, вызванного чрезмерными расходами правительства. Столкнувшись с долгосрочным, порожденным извне неравновесием, Группа 24 настаивала на том, чтобы у НРС было больше времени для корректировки своей экономики.
- Некоторые стратегии МВФ могут быть направлены против развития; в докладе говорится, что дефляционные последствия программ МВФ быстро приводят к потере производства и занятости в странах с низкими доходами и высоким уровнем безработицы. Кроме того, бремя дефляции несоизмеримо больше ложится на плечи бедных слоев населения.
- Первоначальная политика МВФ была чисто теоретической и определялась различными мнениями и соперничеством между ведомствами. Критики предполагают, что намерения осуществлять некую единую политику в странах с широко варьирующимися экономическими условиями не имели экономического обоснования.

Министр финансов России Антон Силуанов в октябре 2024 года заявил, что Международный валютный фонд не работает в интересах стран БРИКС и не выполняет свои функции. Россия призвала создать альтернативу МВФ для противодействия политическому давлению со стороны западных стран.

### Руанда
В 1989 году МВФ предоставил Руанде заём 200 млн долларов при условии, что правительство перестанет оказывать поддержку фермерским хозяйствам (поддержка является нормой во многих странах мира, включая и США) и проведёт девальвацию местной валюты. Это спровоцировало крах доходов населения и, как следствие, кровавую гражданскую войну и резню в 1993-95 гг. между хуту и тутси, в которой погибло более 1,6 млн человек.

### Мексика
По утверждению Уолдена Белло, в 1980-е годы из-за резкого падения цен на нефть рухнула мексиканская экономика. До 57 % государственных расходов уходило на выплату внешнего долга. В результате из страны ушло около 45 млрд долларов. Безработица достигала 40 % экономически активного населения. МВФ стал выдавать кредиты в обмен на масштабную приватизацию, сокращение государственных расходов и т. п. Страну вынудили вступить в НАФТА, ликвидировать протекционистские тарифы. Доходы мексиканских рабочих сократились.
Полностью была закрыта система поддержки мексиканских фермерских хозяйств. В результате реформ Мексика — страна, где впервые была одомашнена кукуруза — стала её импортировать. США же своих фермеров поддержки не лишали и те активно поставляли субсидированную кукурузу в Мексику.